# Тевосян, Спартак Апетнакович
Спартак Апетнакович Тевосян (арм. Սպարտակ Ապետնակի Թեվոսյան; род. 18 января 1949, Мартуни, НКАО, Азербайджанская ССР) — политический и государственный деятель непризнанной Нагорно-Карабахской Республики.

## Биография
- 1964 — окончил 8-летнюю школу в Хнушинаке.
- 1967 — окончил сельскохозяйственный техникум г. Степанакерта.
- 1976 — факультет «Финансы и налоги» Ереванского государственного университета.
- 1970—1979 — работал в областном отделе финансов.
- 1979—1986 — занимал должность заместителя главного директора Агропромышленного комплекса НКАО.
- 1986—1987 — занимал должность первого заместителя председателя Агрономии НКАО.
- 1987—1989 — занимал должность руководителя Агробанка.
- 1989—1991 — должность руководителя финансового отдела областного исполкома Нагорного Карабаха.
- 1992—1995 — работал в должности министра финансов и экономики непризнанной НКР.
- 1995—1998 — исполнял обязанности первого помощника премьер-министра и министра финансов и экономики НКР.
- 1998—1999 — занимал должность руководителя Агробанка.
- Июль 1999 — повторно назначается министром финансов.
- 2002 — указом президента НКР был назначен министром финансов и экономики.
- 2009 – вице-премьер НКР[2].